# Sukumo

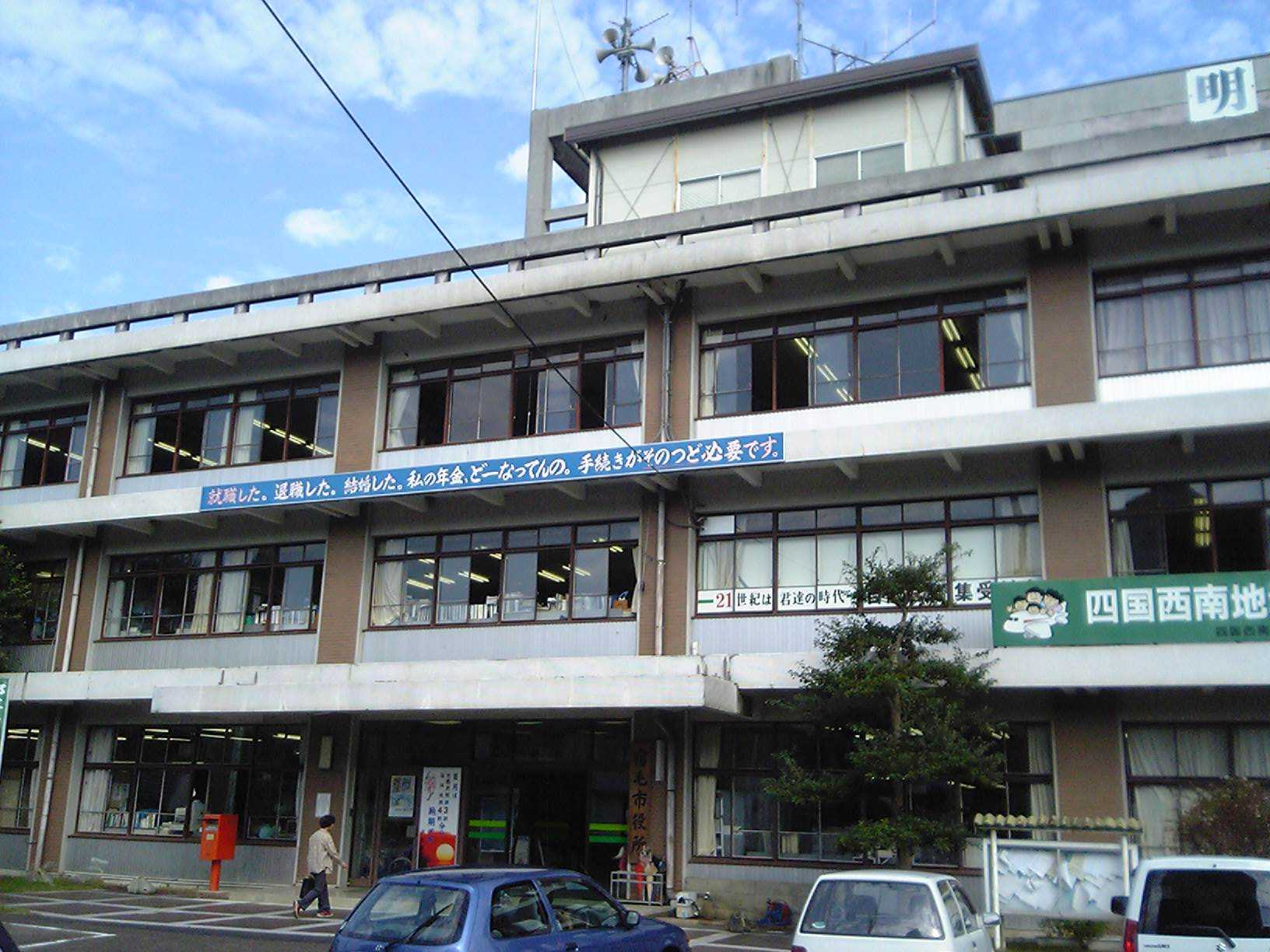
Primăria

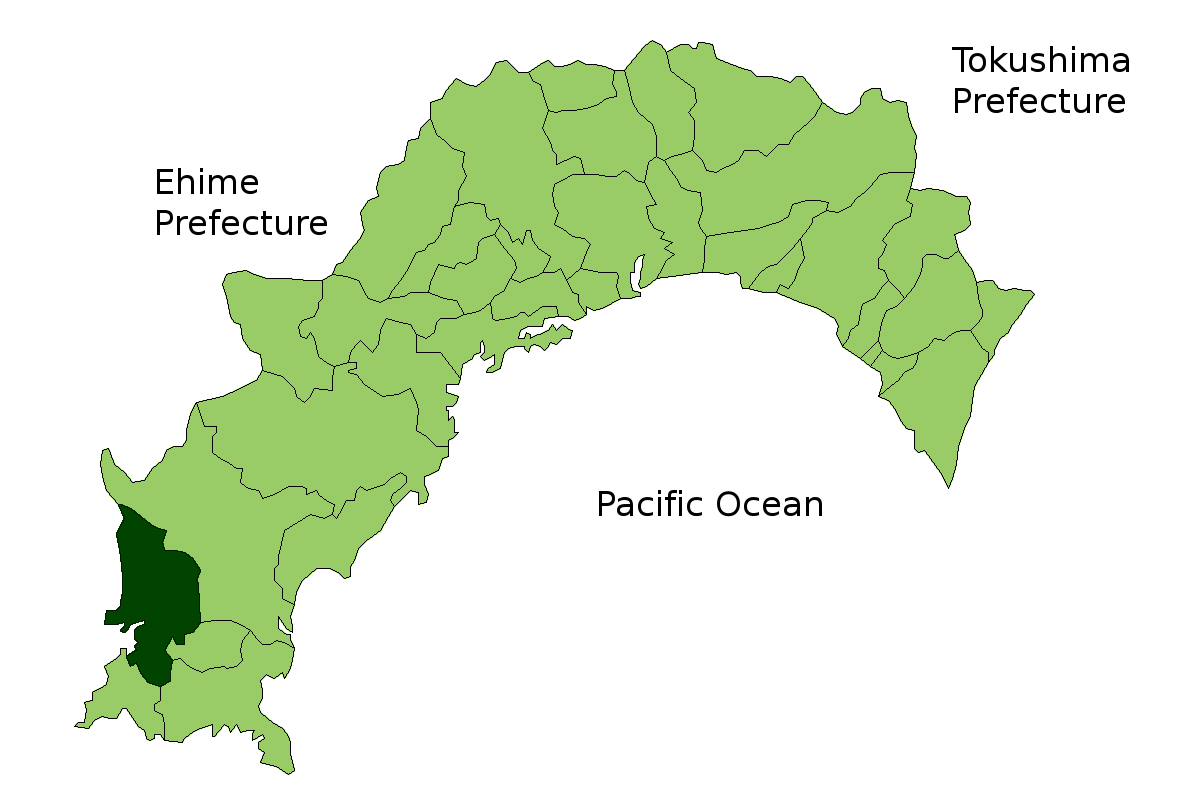

Sukumo (香美宿毛i Sukumo-shi?) este un municipiu din Japonia, prefectura Kōchi.